# 安仁县第一中学
26°42′28″N 113°16′17″E / 26.707682°N 113.27136°E
安仁县第一中学，或简称安仁一中，是中华人民共和国湖南省的一所全日制公办高级中学。位于湖南省郴州市安仁县城关镇万福巷1号，为郴州市公立学校，湖南省示范性中学之一。

## 历史
清乾隆四十八年（1783年），安仁知县谭崇易主持建造了“宜溪书院”:515。1941年，中华民国在其原址建立近代化的学校安仁县立初级中学:1467。中华人民共和国成立后，学校于1952年更名为安仁县第一初级中学。1958年，学校开设高中班，并更名为安仁县第一中学:523。
1966年至1976年文化大革命期間，該校的教師遭到批鬥、正常教學秩序遭到嚴重破壞:515，1968年，安仁县第一中学与安仁二中合并为安仁县完全中学:524。
1977年，四人帮倒台，文化大革命结束，恢复原校名安仁县第一中学。1978年，学校成为郴州地区的重点中学:1469。